# 수재나 톰프슨
수재나 톰프슨(Susanna Thompson, 1958년 1월 27일 ~ )은 미국의 배우이다.

## 출연 작품
- 킹즈 (2009)
- 아메리칸 패스타임 (2007)
- 발라드 오브 잭 앤 로즈 (2005)
- 메디컬 인베스티게이션 (2004)
- 드래곤플라이 (2002)
- 랜덤 하트 (1999)
- 레이크 (1998)
- FBI 기동 타격대 10 - 겟 어웨이 (1997, In the Line of Duty: Blaze of Glory)
- 제로 스코어 (1996)
- 버뮤다 삼각지 (1996)
- 미시시피의 유령 (1996)
- 맥쉐인의 최후의 결판 (1994)
- 리틀 자이언트 (1994)
- 에이리언 네이션 - 다크 레인져 (1994, Alien Nation: Dark Horizon)
- FBI 기동 타격대 7 (1994)
- 남자가 사랑할 때 (1994)
- FBI 기동 타격대 6 (1993)
- 지옥의 슬로터 (1993)
- 모델, 경찰, 호스테스 (1992)
- 내전 (1991)

### 텔레비전
- 스타 트렉: 더 넥스트 제너레이션 (1992-93)
- Once and Again (1999-2002)
- NCIS (2006-15)
- 애로우: 어둠의 기사 (2012-20)